# Волошин Іван Іванович
Іван Іванович Волошин (10 жовтня 1905, Київ — 15 серпня 1973, Київ) — український радянський письменник.

## Біографія
Працював робітником на заводі, матросом, журналістом. Почав друкуватися 1925 року. У своїх творах висвітлював творчу працю громадян СРСР.
Вступив до КПРС у 1928 році. Нагороджений орденом «Знак Пошани».

## Творчість

### Збірки повістей, нарисів і оповідань
- «Самоцвіти» (1952)
- «Наддніпрянські висоти» (1953)
- «Дні художника» (1958)
- «Місячне срібло» (1961)

### Романи
- «Художники» (1963)
- «Сашко Родень» (1966)

### Твори
- «Сонце у росі» (1964)
- «Кришталеві вогні» (1974)
  - Російський переклад — «Хрустальные огни» (1963).

## Джерело
- Українська радянська енциклопедія [Архівовано 4 березня 2016 у Wayback Machine.]